# مکاتبه (حکم اسلامی)
در احکام اسلامی، مکاتبه قراردادی بین برده دار و برده است، به جهت عتق (آزادی) برده، که طبق آن، برده لازم است مجموعاً مقدار خاصی پول را، طی محدودهٔ زمانی مشخصی، در عوض آزادی خود پرداخت کند.